# Himerta foxleei
Himerta foxleei là một loài tò vò trong họ Ichneumonidae.